# 南新町 (八王子市)
南新町（みなみしんちょう）は東京都八王子市の町名。丁番を持たない単独町名であり、住居表示未実施区域。郵便番号は192-0075（八王子郵便局管区）。南新と略される。

## 地理
東に南町、西に小門町、南に天神町、北に八日町と隣接している。

## 歴史

### 地名の由来
南町と共に、江戸期の寛政年間にあった馬乗宿の一部、南横町の名が基になっていると推測される。また1882年(明治15年)から1887年(明治20年)まで、盲人の木村某より読書算を教授する「南新学校」という名前の私塾が当地に存在していた。

### 沿革
- 1912年(大正元年) 10月1日 -  町名改正により、馬乗町と八日町の一部が分割され、南新町となる[5]。

## 世帯数と人口
2023年（令和5年）10月31日現在の世帯数と人口は以下の通りである。
| 町丁   | 世帯数  | 人口  |
| ------ | ------- | ----- |
| 南新町 | 406世帯 | 562人 |

## 小・中学校の学区
市立小・中学校に通う場合、学区は以下の通りとなる。
| 番地 | 小学校               | 中学校               |
| ---- | -------------------- | -------------------- |
| 全域 | 八王子市立第三小学校 | 八王子市立第六中学校 |

## 交通

### 鉄道
町域内に駅は存在しない。最寄り駅はJR八王子駅となっている。

### 道路
- 都道八王子城山線：南新町の西端部を南北に通過する。南は山田駅や東京都道173号上館日野線(北野街道)方面、北は国道16号(東京環状)や国道20号(甲州街道)方面へ連絡する。
- 南町通り：南新町の北端部を東西に通過する。
- 富士見通り：南新町の南端部を東西に通過する。

## 施設
商業
- 八王子繊維センター

病院
- 真宮病院

その他
- 日本年金機構八王子年金事務所
- 傳法院（成田山八王子分院）